# فيديريكو برافو
فيديريكو برافو (بالإسبانية: Federico Bravo)‏ (5 أكتوبر 1993 بخيسوس ماريا في الأرجنتين - ) هو لاعب كرة قدم أرجنتيني في مركز الوسط. لعب مع بوكا جونيورز ونادي نيويورك سيتي.

## روابط خارجية
- فيديريكو برافو على موقع الدوري الأمريكي (الإنجليزية)
- فيديريكو برافو على موقع قاعدة بيانات كرة القدم.إي يو (الإنجليزية)
- فيديريكو برافو على موقع Soccerway.com (الإنجليزية)
- فيديريكو برافو على موقع AS.com (الإسبانية)